# Неофобия
Неофобия (от др.-греч. νέος — «новый» + др.-греч. φόβος — «страх») — страх перед чем-либо новым, в частности постоянный и необоснованный страх. В более мягкой форме может проявляться как нежелание пробовать что-то новое или отрываться от рутины. В контексте детей этот термин обычно используется для обозначения тенденции к отказу от неизвестных или новых продуктов питания. Пищевая неофобия, как ее можно назвать, является важной проблемой в детской психологии.
В биомедицинских исследованиях неофобия часто ассоциируется с изучением вкуса.

## Примеры
Считается, что у норвежских крыс и домашних мышей развился повышенный уровень неофобии, поскольку они стали в каком-то смысле соразмерными с людьми, так как люди регулярно изобретали новые методы (например, мышеловки) для их уничтожения.
Неофобия также часто встречается у стареющих животных, хотя апатия также может объяснить или способствовать объяснению отсутствия исследовательского стремления, систематически наблюдаемого при старении. Исследователи утверждали, что отсутствие исследовательского стремления, вероятно, нейрофизиологически связано с дисфункцией нервных путей, связанных с префронтальной корой, наблюдаемой во время старения.
Уилсон, Антон Роберт в своей книге Восстание Прометея выдвинул теорию о том, что неофобия возникает у людей инстинктивно после того, как они начинают растить детей. Взгляды Уилсона на неофобию в основном негативные, он считает, что именно по этой причине человеческая культура и идеи развиваются не так быстро, как наши технологии. Его модель включает в себя идею из книги Томаса Куна «Структура научных революций», заключающуюся в том, что новые идеи, какими бы проверенными и очевидными они ни были, реализуются только тогда, когда поколения, которые считают их «новыми», умирают и заменяются поколениями, которые считают идеи общепринятыми и старыми.